# ゴーヴィンダ3世
ゴーヴィンダ3世（Govinda III, ? - 814年）は、インドのデカン地方、ラーシュトラクータ朝の王（在位：793年 - 814年）。ラーシュトラクータ朝の偉大な王の一人でもある。

## 生涯
ドゥルヴァの第3子であったが、彼はほかの兄弟よりも有能な人物だったため、彼は後継者とみなされていた。
793年に即位すると、不平から起こした兄の反乱を鎮圧するとともに、兄を助けた西ガンガ朝を打ち破って懲らしめた。
800年以降から、再び北インドに遠征を行い、806年から807年の戦いで、プラティハーラ朝のナーガパタ2世を破り、再び首都カナウジを奪った。
また、ダルマパーラも臣従を申し入れて、その勢力は現ビハール州まで及び再び北インドの覇権を握った。パッラヴァ朝、西ガンガ朝、パーンディヤ朝、ケーララ地方が連合して敵対したが、速やかにこれを打ち破り、カナウジからインド亜大陸南端のコモリン岬までを征服した。
さらに、ゴーヴィンダ3世は、軍を遠くスリランカにまで遠征させ、その王や宰相も捕虜にして、貢納を誓わせるほどだった。